# Алисултан Хасбулатов
Алисултан (ум. в 1775 году) — аристократ, младший сын Хасбулата, хорошо известный на Северном Кавказе и многократно упоминаемый в российских источниках XVIII века, поскольку он с 1741 года был отцовским аманатом в руках у Российской Империи.
Алисултан, «владелец» села Топли, начал собирать силы против Российской империи в аварских и чеченских горах, возможно, ещё в 1768 году, а в 1769 году, после начала русско-турецкой войны, — по сведениям российских авторов — «замысля открыть мятежи» против имперской машины, он сформировал отряд из аварцев и чеченцев и напал на российские укрепления, стоявшие на Тереке, а также на всадников армянского эскадрона российской армии, в результате чего лишился жизни подполковник А. Шергилов-Шергилян. Алисултану, действовавшему здесь в рамках политики Стамбула было вслед за этим предложено генералом Медемом, чтобы он «смирился». Тот засел в «убежище в крепких местах», надеясь — может быть — на помощь крымцев (в 1774 году в самом конце русско-турецкой войны на территорию современной Чечни приходила крымская конница во главе с одним из принцев династии Гиреев), после чего на него пошёл с гусарами, казаками и пушками сам де-Медем. Отстраненный ранее от политической власти горцами, но, вероятно, под влиянием турецко-татарских политических интриг, аристократ Арсланбек Айдемиров сражавшийся в 1769 году в составе русского военного корпуса в Закубанье, сопровождал при этом русских, указывая им тогда «свободную дорогу и лучший проход» к позициям своего близкого родственника Алисултана. В результате последний, в конце концов, покорился Российской империи и тогда императорский рескрипт от конца 1770 года обозначил его в качестве преданного слуги российского трона.
В 1771 году умирает сын Алисултана, Ахмадхан. В это время князь Алисултан — действует уже совместно с Арсланбеком Айдемировым, — сумел восстановить исторические пределы государственного образования, традиционно подвластные Турловым. Дело в том, что в 1772 году Мухаммад Черкасский «поступился» — под давлением российских военных и администраторов, — своими наследственными правами, формально имевшимися у него тогда, «на герменчуковскую и шалинскую чеченские деревни», и передал их Турловым..
У Алисултана было восемь сыновей, часть которых — впрочем, может быть, и все — проживала в Чеченауле и близлежащих населенных пунктах. Звали сыновей Алисултана так: Азамат (упом. под 1770 год), Алихан (упом. под 1773 год), Алхуват (упом. под 1782 год), Ильдархан (упом. под 1782 год), Татархан (упом. под 1770—1773 гг., умер ранее 1782 год), Хасбулат (упом. под 1773 год), Шихшабек (упом. под 1782 год) и Ахмадхан (упом. под 1769—1775 гг.).